# The Kids Are Alright (trilha sonora)
The Kids Are Alright é a trilha sonora do documentário homônimo sobre a banda de rock britânica The Who. Lançado em 8 de junho de 1979, alcançou a oitava colocação da parada musical da Billboard nos Estados Unidos, obtendo status de disco de platina.

## Faixas
1. "My Generation" (Pete Townshend) Gravada no The Smothers Brothers Comedy Hour, 15 de setembro de 1967 - 4:32
2. "I Can't Explain" (Townshend) Gravada no Twickenham Film Studios, 3 agosto de 1965 - 2:01
3. "Happy Jack" (Townshend) Gravada na Universidade de Leeds, 14 de fevereiro de 1970 - 2:13
4. "I Can See for Miles" (Townshend) Gravada no The Smothers Brothers Show, 15 de setembro de 1967 - 4:19
5. "Magic Bus" (Townshend) Gravada no Beat-Club, 12 de outubro de 1968 - 3:23
6. "Long Live Rock" (Townshend) Recorded at Olympic Studios, Barnes, London, 5 June 1972 - 3:58
7. "Anyway, Anyhow, Anywhere" (Townshend, Roger Daltrey) Gravada no Ready Steady Go!, 1 de julho de 1965 - 2:50
8. "Young Man Blues" (Allison) Gravada no Coliseum Theatre, 14 de dezembro de 1969 - 5:46
9. "My Wife" (John Entwistle) Gravada no Gaumont State Theatre, 15 de dezembro de 1977 - 6:07
10. "Baba O'Riley" (Townshend) Gravada no Shepperton Studios, 25 de maio de 1978 - 5:29
11. "A Quick One, While He's Away" (Townshend) Gravada no The Rolling Stones Rock and Roll Circus, 11 de dezembro de 1968 - 7:32
12. "Tommy, Can You Hear Me?" (Townshend) Gravada no Beat-Club, 27 de setembro de 1969 - 1:47
13. "Sparks" (Townshend) Gravada no Festival de Woodstock, 17 de agosto de 1969 - 3:01
14. "Pinball Wizard" (Townshend) Gravada no Festival de Woodstock, 17 de agosto de 1969 - 2:48
15. "See Me, Feel Me" (Townshend) Gravada no Festival de Woodstock, 17 de agosto de 1969 - 5:27
16. "Join Together"/"Road Runner"/"My Generation Blues" (Medley) (Townshend/McDaniel) Gravada no Pontiac Silverdome, 6 de dezembro de 1975 - 9:55
17. "Won't Get Fooled Again" (Townshend) Gravada no Shepperton Film Studios, 25 de maio de 1978 - 9:58